# Gaia Mater
 (février 2024).

logo de l'OING Gaia Mater

Gaia Mater est un réseau international d'écologie humaniste dont l'objet principal est la solidarité, le partage des ressources et la protection de l'équilibre environnemental.
Les activités de Gaia Mater ont pour premier objectif l'intérêt général et l'utilité publique, en valorisant le volontariat et le bénévolat, et en développant partout le lien social. Cette ONG est un relai actif d'application des objectifs de la Charte de Belgrade de l'ONU (1975) et de la Charte de la Terre de l'UNESCO (2000) sur l'éducation et la protection de l'équilibre environnemental.

## Histoire

### International
Gaia Mater a été admise en 2006 au Conseil économique et social des Nations unies sous statut consultatif permanent (liste spéciale) sur proposition du Comité des ONG de l'ONU. Représentée par Marc Carl, Gaia Mater a présidé le Comité du Développement de la Conférence des ONG en statut à l'ONU de février 2008 à février 2009.

### France
La représentation française a été constituée en 1979, puis reconstituée en 1998, par des associations et des militants déjà actifs depuis une vingtaine d'années dans le milieu de l'écologie, de la solidarité, et de l'économie sociale. 
Cette représentation, qui bénéficie en France d'un agrément gouvernemental d'association nationale de protection de l'environnement, a été à l'origine de l'essaimage de la plupart des autres représentations, dont elle a formé beaucoup de membres, notamment dans les représentations permanentes ouest-africaines. L'ONG commune est née en 1998 à l'occasion de la réorganisation de la structure française. Cette ONG a été dissoute le 31 décembre 2008 en vue d'une reconstitution en fondation.

## Fonctionnement
Le fonctionnement de cette ONG est particulier. Une simple structure centrale commune légère permet aux adhérents de mieux profiter des ressources collectives, et préserve ces ressources dans l'intérêt général. On y retrouve l'esprit de fonctionnement librement coordonné et indépendant des SEL. Elle assure une fonction de liaison, de coordination de moyens, de représentation, d'information, et d'impulsion. Elle a essentiellement un rôle arbitral et relationnel, sans disposition des ressources communes, directement attribuées aux représentations pour leurs adhérents porteurs de projet. Une telle organisation avec une équipe de siège très réduite et peu de charges de structure, permet que quasiment tous les moyens soient affectés sur le terrain.
La communauté de ses premiers membres a constitué l'organisation internationale (ONG) Gaia Mater, qui est le centre d'un réseau fonctionnant par coopération égalitaire des représentations nationales adhérentes, lesquelles réalisent ensemble des activités d'intérêt public, telles que :
- coopération nord/sud : lutte contre la désertification, reboisement,
- fourniture d'équipements et de ressources aux collectivités défavorisées,
- recyclage écologique de déchets, reconstitution de sols, vigilance antipollution,
- développement d'installations solaires et éoliennes, production d'eau potable,
- actions contre la misère et l'exclusion, avec formation et création d'emplois en économie sociale et solidaire[6],
- opérations d'urbanisme et d'architecture améliorant le lien social
- partage de connaissances, formation, travaux de recherche, publications, etc.

## Budget et membres
Le recoupement des chiffres déclarés à l'ONU (Comité des ONG) et au ministère français de l'Écologie pour 2005 fait apparaître pour Gaia Mater un budget annuel international de fonctionnement de 841 350 dollars, dont 813 353 dollars affectés aux opérations de terrain, la structure centrale française ne dépensant que 5 500 euros, et l'essentiel des ressources provenant de dons et de subventions européennes.
Pour l'ensemble des représentations nationales se rattachant au réseau central commun, France, Belgique, Mauritanie, Burkina Faso, Côte d'Ivoire, Sénégal, Mali, le nombre de membres permanents était de 4 993 fin 2004, normalement en bénévolat total. Le Cameroun a demandé son rattachement en 2005. D'autres formations, notamment en Pologne et en Bolivie, sont indépendantes du réseau commun.